# Ларионов, Николай Николаевич (журналист)
Николай Николаевич Ларионов (7 декабря 1898 — 18 февраля 1977) — советский журналист и писатель, в ранние годы — исполнитель детских ролей в Московском Художественном театре.

## Биография
Родился 7 декабря 1898 года в Санкт-Петербурге в актёрской семье.
В 1909 году отправился с матерью из Брянска в Москву и был приглашён для исполнения детских ролей в Московский Художественный театр, где с 1910 по 1918 год участвовал в спектаклях «Мнимый больной», «Месяц в деревне», «Три сестры», «Братья Карамазовы» и т. д. С Ларионовым сотрудничали такие известные театральные мастера как К. С. Станиславский, М. А. Чехов, В. И. Качалов, О. В. Гзовская, О. Л. Книппер-Чехова, Л. А. Сулержицкий, многие из которых приняли участие в жизни молодого актёра: Станиславский направил мальчика в гимназию Нечаевой и в течение восьми лет оплачивал его учёбу; Книппер-Чехова, в свою очередь, часто водила Ларионова к себе на квартиру, где гостили художники, писатели, артисты.
В 1916 году Ларионов впервые публикует свои стихи в газете «Копейка», издателем которой был В. А. Анзимиров. В это же время он сыграл в двух немых кинокартинах.
В 1918 году кардинально поменял жизненные планы и вступил добровольцем в Красную Армию. Одновременно со службой в 9-й строевой дивизии 13 армии на юге создавал агитационные листки с призывом к борьбе с Деникиным. Также занимал должность начальника 36-го Новгород-Волынского кавалерийского полка, работал военным корреспондентом дивизии, принимал участие в освобождении Ростова-на-Дону, Каменска и т. д.
В 1924 году был демобилизован и отправился сначала в Ленинград, после чего переехал в Москву, где по рекомендации А. Н. Толстого полностью посвятил себя журналистской и литературной деятельности. В 1925—1926 годах проза и стихи Ларионова появляются на страницах журналов «Молодая гвардия», «Звезда», «Красная нива», а повесть «Тишина» публикуется в альманахе «Ковш». Книгу с рассказами «Звёздные шлемы», посвящённую Первой конной армии, высоко оценил С. М. Будённый, дополнивший её в 1925 году своим предисловием. В этот период литератор сотрудничал со многими ведомственными газетами и журналами.
В 1926 году покинул Москву и на протяжении четырёх лет трудился в газете «Маяк коммуны» в Севастополе. С 1930 по 1933 — работник симферопольской газеты «Красный Крым».
В 1933 году Наркомат путей сообщения направил Ларионова в Томск для восстановления газеты «Сибирский гудок» (будущий «Железнодорожник Кузбасса»), а в 1934 году вместе с её редакцией переехал в Новосибирск. В должности ответственного секретаря под псевдонимом Ник. Лар. он пишет многочисленные популяризаторские статьи и заметки: популяризирует новаторские методы железнодорожника Н. А. Лунина, рассказывает об электрификации Транссибирской магистрали.
Во время Великой Отечественной войны при доминирующем участии Ларионова «Железнодорожник Кузбасса» становится коллективным корреспондентом газеты «Правда». В 1943 году с параллельным вступлением в ВКП(б) начал работать в «Советской Сибири», где продолжительный период был ответственным секретарём и практически круглые сутки находился на рабочем месте.
Для «Советской Сибири» писал передовые статьи, очерки, обзоры печати, фельетоны. Более всего увлекался театральными рецензиями, создав в 1940—1960-х годах своего рода новосибирскую «театральную хронику».
В середине 1950-х годов стал руководителем отдела обзоров прессы «Советской Сибири». С начала 1960-х годов — на пенсии.
Литературные работы Ларионова издавались в журнале «Сибирские огни», он также автор воспоминаний.
Умер 18 февраля 1977 года в Новосибирске. Похоронен на Заельцовском кладбище (квартал 48н).